# 캘커타 증권거래소
캘커타 증권거래소(벵골어: কলকাতা শেয়ার বাজার, 영어: Calcutta Stock Exchange, 약칭 CSE)는 인도 콜카타에 위치한 증권거래소이다. 1908년에 설립되었으며, 남아시아에서 두번째로 규모가 큰 증권거래소이다.